# Gryta församling
Gryta församling var en församling i Uppsala stift och i Enköpings kommun i Uppsala län. Församlingen uppgick 2010 i Lagunda församling.

## Administrativ historik
Församlingen har medeltida ursprung. 
Församlingen utgjorde under medeltiden ett eget pastorat för att därefter till 13 februari 1948 vara annexförsamling i pastoratet Giresta och Gryta som från 1946 även omfattade Fröslunda församling. Från 13 februari 1948 till 2010 var församlingen moderförsamling i pastoratet Gryta, Giresta och Fröslunda som från 1962 även omfattade församlingarna Hjälsta, Fittja, Holm och Kulla och från 1983 även Långtora, Biskopskulla och Nysätra. Församlingen uppgick 2010 i Lagunda församling.

## Kyrkor
- Gryta kyrka